# Macrotyloma ellipticum
Macrotyloma ellipticum là một loài thực vật có hoa trong họ Đậu. Loài này được (R.E.Fr.) Verdc. miêu tả khoa học đầu tiên.